# Comuna Movila Banului, Buzău
Movila Banului (în trecut, Cioranca) este o comună în județul Buzău, Muntenia, România, formată din satele Cioranca, Limpeziș și Movila Banului (reședința).
Se află la o altitudine de 72 m deasupra nivelului mării. Are o suprafață de 57,64 km². Populația este de 2.416 locuitori, determinată în 1 decembrie 2021, prin recensământ, chestionar.

## Așezare
Comuna se află în sudul județului, într-o zonă de câmpie, pe malul stâng al râului Sărata și este traversată, prin satele Cioranca și Limpeziș, de șoseaua națională DN2, care leagă Buzăul de București prin Urziceni. Prin satul de reședință trece șoseaua județeană DJ203C, care o leagă de Amaru, spre sud-vest, și de Pietroasele, spre nord-est.

## Demografie
Componența etnică a comunei Movila Banului
     Români (90,89%)
     Romi (3,06%)
     Alte etnii (6,04%)
Componența confesională a comunei Movila Banului
     Ortodocși (90,11%)
     Adventiști (3,44%)
     Alte religii (0,25%)
     Necunoscută (6,21%)
Conform recensământului efectuat în 2021, populația comunei Movila Banului se ridică la 2.416 locuitori, în scădere față de recensământul anterior din 2011, când fuseseră înregistrați 2.726 de locuitori. Majoritatea locuitorilor sunt români (90,89%), cu o minoritate de romi (3,06%). Din punct de vedere confesional, majoritatea locuitorilor sunt ortodocși (90,11%), cu o minoritate de adventiști (3,44%), iar pentru 6,21% nu se cunoaște apartenența confesională.

## Politică și administrație
Comuna Movila Banului este administrată de un primar și un consiliu local compus din 11 consilieri. Primarul, Dorin-Romică Moise[*], de la Partidul Social Democrat, este în funcție din 2016. Începând cu alegerile locale din 2024, consiliul local are următoarea componență pe partide politice:
|  | Partid                    | Consilieri | Componența Consiliului | Componența Consiliului | Componența Consiliului | Componența Consiliului | Componența Consiliului | Componența Consiliului | Componența Consiliului | Componența Consiliului | Componența Consiliului |
|  | ------------------------- | ---------- | ---------------------- | ---------------------- | ---------------------- | ---------------------- | ---------------------- | ---------------------- | ---------------------- | ---------------------- | ---------------------- |
|  | Partidul Social Democrat  | 9          |                        |                        |                        |                        |                        |                        |                        |                        |                        |
|  | Partidul Național Liberal | 2          |                        |                        |                        |                        |                        |                        |                        |                        |                        |

## Istorie
Toate satele comunei sunt formate în secolul al XIX-lea, satul Cioranca fiind fondat de Grigorie Costescu la 1831, Movila Banului de avocatul Matache Pandelescu, supraveghetorul moșiilor mănăstirii Văcărești la 1854, satul Bugheni în 1859, iar satul Limpeziș fiind format prin împroprietărirea însurățeilor la 1882. La sfârșitul secolului al XIX-lea, comuna purta numele de Cioranca, făcea parte din plasa Câmpul a județului Buzău și era formată din satele Bugheni, Cioranca, Limpezișu și Movila Banului, având în total 980 de locuitori ce trăiau în 245 de case. În comună funcționa o școală cu 66 de elevi (din care 6 fete) și 2 biserici, la Limpeziș și Movila Banului.
În 1925, comuna se găsea în plasa Glodeanurile a aceluiași județ, având în componență satele Bădenii Miluiți, Bugheni, Cioranca, Movila Banului și Limpeziș, cu 1936 de locuitori. În 1931, satul Limpeziș s-a separat și a constituit o comună de sine stătătoare, și la fel și satul Bădenii Miluiți.
În 1950, comunele au fost arondate raionului Mizil din regiunea Buzău și apoi (după 1952) din regiunea Ploiești. În 1968, comuna a căpătat componența actuală, după ce comuna Limpeziș a fost desființată și inclusă în comuna denumită acum Movila Banului după noua reședință, și arondată județului Buzău, reînființat.

## Monumente istorice
Trei obiective din comuna Movila Banului sunt incluse pe lista monumentelor istorice din județul Buzău ca monumente de interes local. Două dintre ele sunt clasificate ca situri arheologice: așezarea din epoca medievală timpurie aparținând culturii Dridu (secolele al IX-lea–al XI-lea) de la Cioranca și așezarea din epoca migrațiilor aparținând culturii Cerneahov (secolele al III-lea–al IV-lea e.n.) din zona „Movila Țiganului” de lângă Limpeziș. Al treilea este clasificat ca monument memorial sau funerar și este o cruce de piatră din curtea lui Ioniță Florea din satul Movila Banului.